# Novi Kneževac (općina)
Općina Novi Kneževac je jedna od općina u Republici Srbiji. Nalazi se u AP Vojvodini i spada u Sjevernobanatski okrug. Po podacima iz 2004. općina zauzima površinu od 305 km² (od čega na poljoprivrednu površinu otpada 26.764 ha, a na šumsku 161 ha).
Središte općine je grad Novi Kneževac. Općina Novi Kneževac se sastoji od 9 naselja. Po podacima iz 2002. godine u općini je živjelo 12.975 stanovnika, a prirodni priraštaj je iznosio -9,2 %. Po podacima iz 2004. broj zaposlenih u općini iznosi 2.675 ljudi. U općini se nalazi 5 osnovnih i 2 srednje škole.

## Naseljena mjesta
- Banatsko Arenđelovo
- Đala
- Majdan
- Novi Kneževac
- Podlokanj
- Rabe
- Siget
- Srpski Krstur
- Filić

## Etnička struktura
- Srbi - 7.725 (59,53%)
- Mađari - 3.864 (29,78%)
- Romi - 655 (5,04%)
- Jugoslaveni - 207 (1,59%)
- ostali

Sva naseljena mjesta imaju većinsko srpsko stanovništvo osim Majdana i Raba, koji imaju mađarsko.

## Znamenite ličnosti
- Milan Ajvaz, je bio srpski kazališni i filmski glumac.

## Vanjske poveznice
- Službena prezentacija  Arhivirana inačica izvorne stranice od 17. lipnja 2007. (Wayback Machine)
- Statistički podaci za općinu  Arhivirana inačica izvorne stranice od 10. listopada 2007. (Wayback Machine)